# Kelty
Kelty är en ort i Storbritannien.   Den ligger i kommunen Fife och riksdelen Skottland, i den centrala delen av landet, 600 km norr om huvudstaden London. Kelty ligger 157 meter över havet och antalet invånare är 5 644.
Terrängen runt Kelty är huvudsakligen platt, men åt nordost är den kuperad.Runt Kelty är det tätbefolkat, med 442 invånare per kvadratkilometer. Närmaste större samhälle är Dunfermline, 8,2 km sydväst om Kelty. Trakten runt Kelty består i huvudsak av gräsmarker.